# 蒙戈
蒙戈是中部非洲國家乍得的城鎮，也是蓋拉區的首府，位於該國中南部，距離首都恩賈梅納以東約406公里，2008年人口29,261。2006年4月11日，反對派民主改革統一陣線佔據該鎮。

## 外部連結
- TravelPost.com Information on Mongo